# Лозенградска епархия
Лозенградската епархия (на гръцки: Ιερά Μητρόπολη Σαράντα Εκκλησιών) e бивша епархия на Вселенската патриаршия, съществувала до 1923 година. Седалището ѝ е в тракийския град Лозенград (на гръцки Саранда Еклисиес, на турски Къркларели), Турция. Титлатата на предстоятеля е Лозенградски митрополит, ипертим и екзарх на цяла Тракия (Ο Σαράντα Εκκλησιών, υπέρτιμος και έξαρχος πάσης Θράκης).

## История
Лозенград е споменат за пръв път в XV век. Лозенградската митрополия е създадена през май 1906 година върху част от Одринската. Граничи със Сливенската, а до 1913 година и със Созоагатополската на север, Визенската на изток и Одринската на юг и запад. Други важни селища са Бунархисар (на гръцки Вриси), Кайнарджа (на гръцки Гена), Скопе (Юскуп, Скопос), Йогунташ (на гръцки Скопелос). Скопелос е засвидетелствана в Х век епископия, подчинена на Одринската митрополия, която е закрита след османското завоевание поради депопулация.
Православното гръцко и гъркоманско население се изселва от диоцеза на епархията през октомври 1922 година.
След Първата световна война е устроена българска Лозенградска епархия, която от 1922 до 1925 година е управлявана от епископ Иларион Нишавски. След товае заместен от Неофит Скопски, който управлява и съседната Одринска епархия от 1932 г. до смъртта си през 1938 г. След това епархиите са закрити и за българите в Турция се грижи екзархийското наместничество.

## Митрополити
| Име       | Име                         | Управление                            | Забележка                                      | Години      |
| --------- | --------------------------- | ------------------------------------- | ---------------------------------------------- | ----------- |
| Антим     | Άνθιμος Αναστασιάδης        | 3 май 1906 - 25 ноември 1910          | от преспански м., в ксантийски м.              | ? – 1922    |
| Агатангел | Αγαθάγγελος Παπαναστασιάδης | 25 ноември 1910 - 20 октомври 1922    | от елейски т.е. (12 май 1903), във воденски м. | ? – 1929    |
| Сила      | Σίλας Κοσκινάς              | 15 октомври 1996 - 12 декември 2000 † | от нюджърски м.                                | 1919 – 2000 |
| Андрей    | Ανδρέας Σοφιανόπουλος       | 21 март 2021                          |                                                |             |

## Екзархийски наместници
| Име                  | Управление               | Забележка                  | Години      |
| -------------------- | ------------------------ | -------------------------- | ----------- |
| Григорий Попдимитров | 1 март 1907 - 1 юли 1909 |                            | 1864 - 1941 |
| Иларион Нишавски     | 1922 - 1925              | от управляващ Маронийската | 1872 - 1950 |
| Неофит Скопски       | 1925 - 1938              | управляващ и Одринската    | 1870 - 1938 |